# Großsteingrab Quoltitz
Das Großsteingrab Quoltitz war eine megalithische Grabanlage der jungsteinzeitlichen Trichterbecherkultur bei Quoltitz, einem abgegangenen Ort auf dem heutigen Gemeindegebiet von Sagard im Landkreis Vorpommern-Rügen (Mecklenburg-Vorpommern). Es wurde vermutlich im 19. Jahrhundert zerstört.

## Forschungsgeschichte
Die Existenz des Grabes wurde in den 1820er Jahren durch Friedrich von Hagenow erfasst und seine Lage auf der 1829 erschienenen Special Charte der Insel Rügen vermerkt. Von Hagenows handschriftliche Notizen, die den Gesamtbestand der Großsteingräber auf Rügen und in Neuvorpommern erfassen sollten, wurden 1904 von Rudolf Baier veröffentlicht. Die Anlage bei Quoltitz wurde dabei nur listenartig aufgenommen.

## Lage
Das Grab befand sich nach von Hagenows Karte ostnordöstlich von Quoltitz. Direkt nördlich seines einstigen Standorts befindet sich ein heute noch existierender großer Findling, der Opferstein von Quoltitz. Dieser Stein wurde 1806 von Caspar David Friedrich gezeichnet. Auf der Zeichnung sind im Hintergrund weitere Steine zu sehen, bei denen es sich vielleicht um das Großsteingrab handeln könnte.

## Beschreibung

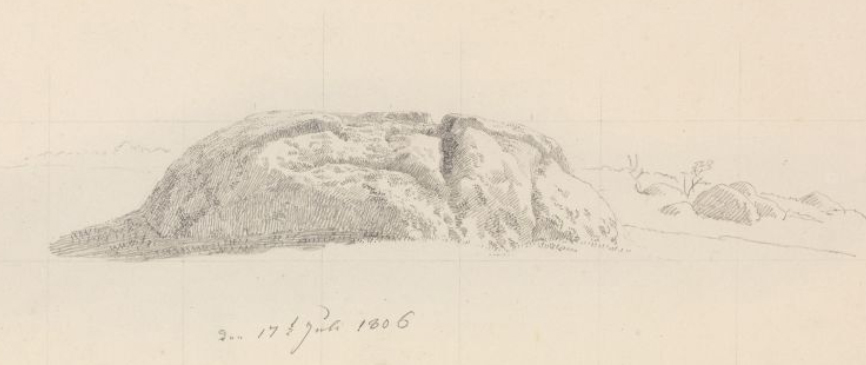
Zeichnung des Opfersteins von Quoltitz von Caspar David Friedrich (1806). Bei den Steinen im Hintergrund könnte es sich um das Großsteingrab Quoltitz handeln.

Laut Kartensignatur könnte die Anlage nordwest-südöstlich orientiert gewesen sein. Nach von Hagenows Liste handelte es sich um einen Großdolmen ohne steinerne Umfassung. Zu den Maßen liegen keine Angaben vor.